# Palaeocallidium coriaceum
Palaeocallidium coriaceum  (лат.) — вид жуков-усачей из подсемейства настоящих усачей. Распространён в Европе, России, Монголии и Китае. Личинки развиваются на различных хвойных деревьях, в том числе ели, сосны, пихты. Длина тела взрослых насекомых 8—16 мм.